# Пинчук, Вениамин Борисович
Вениамин Борисович Пинчу́к (17 [30] ноября 1908, Горошки, Волынская губерния — 21 августа 1987, Ленинград) — советский, российский скульптор-монументалист, педагог. Народный художник СССР (1969). Лауреат Сталинской премии второй степени (1950).

## Биография
Родился 17 [30] ноября 1908 года в посёлке Горошки (ныне Хорошев, Житомирская область, Украина)
В 1928—1930 годах учился во ВХУТЕИНе в Москве у В. И. Мухиной, в 1930—1932 годах — в Институте пролетарского изобразительного искусства (ныне Институт живописи, скульптуры и архитектуры имени И. Е. Репина) в Ленинграде у А. Т. Матвеева.
В 1948—1949 и с 1960 года — преподаватель Ленинградского института живописи, скульптуры и архитектуры имени И. Е. Репина, с 1962 — профессор. Руководил персональной мастерской.
С 1970 года — действительный член АХ СССР. Член Союза художников СССР.
Член ВКП(б) с 1942 год
Скульптор Вениамин Борисович Пинчук (1908—1987) знаком ленинградцам как автор памятника С. М. Кирову у одноимённого стадиона, а также скульптуры «Ленин в Разливе», стоящей у дороги к озеру Разлив в Тарховке. Менее известно, что памятник Ильичу у развилки Выборгского шоссе и улицы Ломоносова в Парголово и бюст в саду Александровского лицея на Каменноостровском пр. — тоже работы В. Б. Пинчука.
В изваянии же образа И. В. Сталина Пинчук замечен всего один раз, да и то — Сталина с Лениным и, кроме того, не в одиночку, а вместе со скульптором Р. К. Тауритом. Тем не менее это единичное творение (совершённое, скорее всего, к 70-летнему юбилею вождя) было в 1950 г. отмечено Сталинской премией 2-й степени и затем широко растиражировано по всей стране.
Однако в мастерской мэтра, размещавшейся вплоть до самой его смерти в церкви Воскресения на Смоленском армянском кладбище, наряду с моделями известных скульптур, другими работами стояла выполненная примерно в три человеческих роста статуя Сталина — в классической шинели с погонами, генеральской фуражке, с руками, сложенными за спиной. Фото сделано известным мастером В.Валдиным в 1988 г., то есть через год после смерти Пинчука, когда здание было возвращено Армянской апостольской церкви.
Куда же другие бесценные скульптуры, изваяния, находившиеся в мастерской В. Б. Пинчука, делись после 1988 года? Для многих неравнодушных и почитателей таланта Пинчука этот вопрос до сих пор стоит без ответа!
Скончался в Ленинграде 21 августа 1987 года. Похоронен на Литераторских мостках Волковского кладбища.

## Награды и звания
- Заслуженный деятель искусств РСФСР (1957)
- Народный художник РСФСР (1963)
- Народный художник СССР (1969)
- Сталинская премия второй степени (1950) — за скульптурную работу «В. И. Ленин и И. В. Сталин в Горках»
- Орден Октябрьской Революции
- Серебряная медаль АХ СССР (1964).

## Творчество
Основными объектами произведений являлись вожди советского государства, большинство работ было посвящено увековечению личности В. И. Ленина.

### Известные работы

Памятник В. И. Ленину в Кремле. 1967 год

Скульптура «В. И. Ленин в Разливе». 1935

- 1935 — скульптура «В. И. Ленин в Разливе»
- 1939 — памятник С. М. Кирову у Кировского завода
- 1949 — скульптурная группа «В. И. Ленин и И. В. Сталин в Горках» (в соавторстве с Р. К. Тауритом)
- 1949 — бюст Льва Толстого в Казани
- 1950 — памятник С. М. Кирову на Крестовском острове
- 1950 — бюст М. И. Калинина
- 1955 — барельеф «В. И. Ленин у шалаша в Разливе» на пилоне подземного зала станции метро «Площадь Восстания» в Ленинграде
- 1955 — бюст В. И. Ленина на Каменноостровском проспекте в Ленинграде
- 1959 — памятник В. И. Ленину в пос. Парголово
- 1967 — памятник В. И. Ленину в Кремле
- 1970 — памятник В. И. Ленину в Красноярске

## Память
- В 1988 году на могиле скульптора установлен памятник — бронзовый бюст на гранитном постаменте работы скульптора А. С. Чаркина и архитектора В. С. Васильковского[2].
- В 1993 году на доме № 37 по Гаванской улице Санкт-Петербурга установлена гранитная мемориальная доска работы архитектора Ю. А. Никитина с надписью: «В этом доме с 1957 по 1987 год жил скульптор, народный художник СССР Вениамин Борисович Пинчук»[3].